# Finales NBA 2001
Navigation
Finales 2000 Finales 2002
Les finales NBA 2001 sont la dernière série de matchs de la saison 2000-2001 de la NBA et la conclusion des séries éliminatoires (playoffs) de la saison. Le champion de la conférence Est, les 76ers de Philadelphie rencontrent le champion de la conférence Ouest, les Lakers de Los Angeles. Los Angeles possède l'avantage du terrain. Shaquille O'Neal a été élu MVP des Finales pour la deuxième fois consécutive.

## Contexte
Les Lakers de Los Angeles sont entrés dans la saison 2000-2001 en tant que champions en titre. Le club a perdu quelques joueurs lors de la période des agents libres, mais ils ont signé des joueurs vétérans comme Isaiah Rider et Horace Grant. Les Lakers ont commencé la saison en difficulté sur et hors du terrain, car ils perdaient des matchs au début de la saison avec la querelle Shaq-Kobe. Les blessures ont également secoué l’équipe alors qu’elle luttait tout au long de la saison. Mais le 1er avril 2001, la dernière défaite des Lakers était aux Knicks de New York et ils n’ont plus perdu de la saison, enchaînant ensuite une série de huit victoires, terminant ainsi la saison à 56-26, terminant à la deuxième place de la conférence Ouest derrière les Spurs de San Antonio.
Les Lakers ont commencé les playoffs 2001 contre l’équipe qu'ls ont joué l’année précédente dans la finale de conférence, les Trail Blazers de Portland. Portland était une équipe qui a lutté tout au long de la saison, mais qui s’est battue pour atteindre la 7e place. La série n’était pas serrée, car les Lakers ont balayé les Trail Blazers. Dans les demi-finales, les Lakers ont affronté les Kings de Sacramento. Les Lakers ont pris deux matchs à domicile et sont allés à Sacramento pour terminer la série, 4-0. En finale de conférence, les Lakers ont affronté les Spurs de San Antonio, en tête du classement à l'issue de la saison régulière. Mais les Lakers ont pris les matchs 1 et 2 à San Antonio, puis les ont battu dans les matchs 3 et 4 à Los Angeles.
Les Lakers ont rencontré Allen Iverson et les 76ers de Philadelphie en finale NBA. Les 76ers, classés numéro 1 de la conférence Est, venaient de sortir de deux séries de sept matchs consécutifs contre les Raptors de Toronto et les Bucks de Milwaukee. Lors du premier match, le trio Iverson, Dikembe Mutombo et Eric Snow, a battu les Lakers en prolongation, démontrant leur endurance. Les Lakers ont ensuite pris le match 2. Par la suite, les Sixers ont perdu les trois matchs à Philadelphie, donnant aux Lakers leur second titre consécutif, le "back-to-back".

## Lieux des compétitions
Les deux salles pour le tournoi ces finales sont : le First Union Center de Philadelphie et le Staples Center de Los Angeles.
| Los Angeles              | \| Philadelphie Los Angeles \| | Philadelphie       |
| Staples Center           | \| Philadelphie Los Angeles \| | First Union Center |
| Capacité: 18 997         | \| Philadelphie Los Angeles \| | Capacité: 20 900   |
| StaplesCenter            | \| Philadelphie Los Angeles \| | FirstUnionCenter   |
| Philadelphie Los Angeles |                                |                    |

## Résumé de la saison régulière
| Champion de division | Qualifié pour les playoffs | Non qualifié pour les playoffs |

### Par conférence
| Conférence Est | Conférence Est         | Conférence Est | Conférence Est | Conférence Est |
| No             | Franchise              | Vic.           | Déf.           | PCT            |
| -------------- | ---------------------- | -------------- | -------------- | -------------- |
| 1              | 76ers de Philadelphie  | 56             | 26             | 68.3           |
| 2              | Bucks de Milwaukee     | 52             | 30             | 63.4           |
| 3              | Heat de Miami          | 50             | 32             | 61.0           |
| 4              | Knicks de New York     | 48             | 34             | 58.5           |
| 5              | Raptors de Toronto     | 47             | 35             | 57.3           |
| 6              | Hornets de Charlotte   | 46             | 36             | 56.1           |
| 7              | Magic d'Orlando        | 43             | 39             | 52.4           |
| 8              | Pacers de l'Indiana    | 41             | 41             | 50.0           |
|                |                        |                |                |                |
| 9              | Celtics de Boston      | 36             | 46             | 43.9           |
| 10             | Pistons de Détroit     | 32             | 50             | 39.0           |
| 11             | Cavaliers de Cleveland | 30             | 52             | 36.6           |
| 12             | Nets du New Jersey     | 26             | 56             | 31.7           |
| 13             | Hawks d'Atlanta        | 25             | 57             | 30.5           |
| 14             | Wizards de Washington  | 19             | 63             | 23.2           |
| 15             | Bulls de Chicago       | 15             | 67             | 18.3           |

| Conférence Ouest | Conférence Ouest          | Conférence Ouest | Conférence Ouest | Conférence Ouest |
| No               | Franchise                 | Vic.             | Déf.             | PCT              |
| ---------------- | ------------------------- | ---------------- | ---------------- | ---------------- |
| 1                | Spurs de San Antonio      | 58               | 24               | 70.7             |
| 2                | Lakers de Los Angeles C   | 56               | 26               | 68.3             |
| 3                | Kings de Sacramento       | 55               | 27               | 67.1             |
| 4                | Jazz de l'Utah            | 53               | 29               | 64.6             |
| 5                | Mavericks de Dallas       | 53               | 29               | 64.6             |
| 6                | Suns de Phoenix           | 51               | 31               | 62.2             |
| 7                | Trail Blazers de Portland | 50               | 32               | 61.0             |
| 8                | Timberwolves du Minnesota | 47               | 35               | 57.3             |
|                  |                           |                  |                  |                  |
| 9                | Rockets de Houston        | 45               | 37               | 54.9             |
| 10               | Supersonics de Seattle    | 44               | 38               | 53.7             |
| 11               | Nuggets de Denver         | 40               | 42               | 48.8             |
| 12               | Clippers de Los Angeles   | 31               | 51               | 37.8             |
| 13               | Grizzlies de Vancouver    | 23               | 59               | 28.0             |
| 14               | Warriors de Golden State  | 17               | 65               | 20.7             |

C - Champions NBA

### Tableau des playoffs
|  | 1er tour         | 1er tour                  | 1er tour              |   |                       | Demi-finales de Conférence | Demi-finales de Conférence | Demi-finales de Conférence |  |   | Finales de Conférence | Finales de Conférence | Finales de Conférence |  |    | Finales NBA           | Finales NBA | Finales NBA |
|  |                  |                           |                       |   |                       |                            |                            |                            |  |   |                       |                       |                       |  |    |                       |             |             |
|  | 1                | 76ers de Philadelphie     | 3                     |   |                       |                            |                            |                            |  |   |                       |                       |                       |  |    |                       |             |             |
|  | 8                | Pacers de l'Indiana       | 1                     |   |                       |                            |                            |                            |  |   |                       |                       |                       |  |    |                       |             |             |
|  | 8                | Pacers de l'Indiana       | 1                     |   | 1                     | 76ers de Philadelphie      | 4                          |                            |  |   |                       |                       |                       |  |    |                       |             |             |
|  |                  |                           |                       |   | 1                     | 76ers de Philadelphie      | 4                          |                            |  |   |                       |                       |                       |  |    |                       |             |             |
|  |                  | 5                         | Raptors de Toronto    | 3 |                       |                            |                            |                            |  |   |                       |                       |                       |  |    |                       |             |             |
|  | 4                | 5                         | Raptors de Toronto    | 3 | Knicks de New York    | 2                          |                            |                            |  |   |                       |                       |                       |  |    |                       |             |             |
|  | 4                |                           |                       |   | Knicks de New York    | 2                          |                            |                            |  |   |                       |                       |                       |  |    |                       |             |             |
|  | 5                | Raptors de Toronto        | 3                     |   |                       |                            |                            |                            |  |   |                       |                       |                       |  |    |                       |             |             |
|  | 5                | Raptors de Toronto        | 3                     |   |                       |                            |                            |                            |  | 1 | 76ers de Philadelphie | 4                     |                       |  |    |                       |             |             |
|  | Conférence Est   |                           |                       |   |                       |                            |                            |                            |  | 1 | 76ers de Philadelphie | 4                     |                       |  |    |                       |             |             |
|  |                  | 2                         | Bucks de Milwaukee    | 3 |                       |                            |                            |                            |  |   |                       |                       |                       |  |    |                       |             |             |
|  | 3                | 2                         | Bucks de Milwaukee    | 3 | Heat de Miami         | 0                          |                            |                            |  |   |                       |                       |                       |  |    |                       |             |             |
|  | 3                |                           |                       |   | Heat de Miami         | 0                          |                            |                            |  |   |                       |                       |                       |  |    |                       |             |             |
|  | 6                | Hornets de Charlotte      | 3                     |   |                       |                            |                            |                            |  |   |                       |                       |                       |  |    |                       |             |             |
|  | 6                | Hornets de Charlotte      | 3                     |   | 6                     | Hornets de Charlotte       | 3                          |                            |  |   |                       |                       |                       |  |    |                       |             |             |
|  |                  |                           |                       |   | 6                     | Hornets de Charlotte       | 3                          |                            |  |   |                       |                       |                       |  |    |                       |             |             |
|  |                  | 2                         | Bucks de Milwaukee    | 4 |                       |                            |                            |                            |  |   |                       |                       |                       |  |    |                       |             |             |
|  | 2                | 2                         | Bucks de Milwaukee    | 4 | Bucks de Milwaukee    | 3                          |                            |                            |  |   |                       |                       |                       |  |    |                       |             |             |
|  | 2                |                           |                       |   | Bucks de Milwaukee    | 3                          |                            |                            |  |   |                       |                       |                       |  |    |                       |             |             |
|  | 7                | Magic d'Orlando           | 1                     |   |                       |                            |                            |                            |  |   |                       |                       |                       |  |    |                       |             |             |
|  | 7                | Magic d'Orlando           | 1                     |   |                       |                            |                            |                            |  |   |                       |                       |                       |  | E1 | 76ers de Philadelphie | 1           |             |
|  |                  |                           |                       |   |                       |                            |                            |                            |  |   |                       |                       |                       |  | E1 | 76ers de Philadelphie | 1           |             |
|  |                  | W2                        | Lakers de Los Angeles | 4 |                       |                            |                            |                            |  |   |                       |                       |                       |  |    |                       |             |             |
|  | 1                | W2                        | Lakers de Los Angeles | 4 | Spurs de San Antonio  | 3                          |                            |                            |  |   |                       |                       |                       |  |    |                       |             |             |
|  | 1                |                           |                       |   | Spurs de San Antonio  | 3                          |                            |                            |  |   |                       |                       |                       |  |    |                       |             |             |
|  | 8                | Timberwolves du Minnesota | 1                     |   |                       |                            |                            |                            |  |   |                       |                       |                       |  |    |                       |             |             |
|  | 8                | Timberwolves du Minnesota | 1                     |   | 1                     | Spurs de San Antonio       | 4                          |                            |  |   |                       |                       |                       |  |    |                       |             |             |
|  |                  |                           |                       |   | 1                     | Spurs de San Antonio       | 4                          |                            |  |   |                       |                       |                       |  |    |                       |             |             |
|  |                  | 5                         | Mavericks de Dallas   | 1 |                       |                            |                            |                            |  |   |                       |                       |                       |  |    |                       |             |             |
|  | 4                | 5                         | Mavericks de Dallas   | 1 | Jazz de l'Utah        | 2                          |                            |                            |  |   |                       |                       |                       |  |    |                       |             |             |
|  | 4                |                           |                       |   | Jazz de l'Utah        | 2                          |                            |                            |  |   |                       |                       |                       |  |    |                       |             |             |
|  | 5                | Mavericks de Dallas       | 3                     |   |                       |                            |                            |                            |  |   |                       |                       |                       |  |    |                       |             |             |
|  | 5                | Mavericks de Dallas       | 3                     |   |                       |                            |                            |                            |  | 1 | Spurs de San Antonio  | 0                     |                       |  |    |                       |             |             |
|  | Conférence Ouest |                           |                       |   |                       |                            |                            |                            |  | 1 | Spurs de San Antonio  | 0                     |                       |  |    |                       |             |             |
|  |                  | 2                         | Lakers de Los Angeles | 4 |                       |                            |                            |                            |  |   |                       |                       |                       |  |    |                       |             |             |
|  | 3                | 2                         | Lakers de Los Angeles | 4 | Kings de Sacramento   | 3                          |                            |                            |  |   |                       |                       |                       |  |    |                       |             |             |
|  | 3                |                           |                       |   | Kings de Sacramento   | 3                          |                            |                            |  |   |                       |                       |                       |  |    |                       |             |             |
|  | 6                | Suns de Phoenix           | 1                     |   |                       |                            |                            |                            |  |   |                       |                       |                       |  |    |                       |             |             |
|  | 6                | Suns de Phoenix           | 1                     |   | 3                     | Kings de Sacramento        | 0                          |                            |  |   |                       |                       |                       |  |    |                       |             |             |
|  |                  |                           |                       |   | 3                     | Kings de Sacramento        | 0                          |                            |  |   |                       |                       |                       |  |    |                       |             |             |
|  |                  | 2                         | Lakers de Los Angeles | 4 |                       |                            |                            |                            |  |   |                       |                       |                       |  |    |                       |             |             |
|  | 2                | 2                         | Lakers de Los Angeles | 4 | Lakers de Los Angeles | 3                          |                            |                            |  |   |                       |                       |                       |  |    |                       |             |             |
|  | 2                |                           |                       |   | Lakers de Los Angeles | 3                          |                            |                            |  |   |                       |                       |                       |  |    |                       |             |             |
|  | 7                | Trail Blazers de Portland | 0                     |   |                       |                            |                            |                            |  |   |                       |                       |                       |  |    |                       |             |             |

### Face à face en saison régulière
Les Lakers et les Sixers se sont rencontrés 2 fois. Ils ont chacun remporté un match durant la saison régulière.
| Match | Date            | Équipe à domicile     | Score  | Équipe à l'extérieur  |
| ----- | --------------- | --------------------- | ------ | --------------------- |
| 1     | 5 décembre 2000 | Lakers de Los Angeles | 96-85  | 76ers de Philadelphie |
| 2     | 14 février 2001 | 76ers de Philadelphie | 112-97 | Lakers de Los Angeles |

## Formule
Pour les séries finales la franchise gagnante est la première à remporter quatre victoires, soit un minimum de quatre matchs et un maximum de sept. Les rencontres se déroulent dans l'ordre suivant :
| Match | Recevant       | Match | Recevant       | Match | Recevant        | Match | Recevant        |
| ----- | -------------- | ----- | -------------- | ----- | --------------- | ----- | --------------- |
| 1     | Meilleur bilan | 2     | Meilleur bilan | 3     | Moins bon bilan | 4     | Moins bon bilan |

| Match | Recevant        | Match | Recevant       | Match | Recevant       |
| ----- | --------------- | ----- | -------------- | ----- | -------------- |
| 5     | Moins bon bilan | 6     | Meilleur bilan | 7     | Meilleur bilan |

## Les Finales

### Match 1
| 6 juin 2001 |                                                               | 76ers de Philadelphie 107, Lakers de Los Angeles 101 | 76ers de Philadelphie 107, Lakers de Los Angeles 101 | 76ers de Philadelphie 107, Lakers de Los Angeles 101 | OT | Staples Center, Los Angeles, Californie Affluence : 18 997 Arbitres : - No. 27 Dick Bavetta - No. 10 Ron Garretson - No. 17 Joe Crawford | NBC |
| 6 juin 2001 | Score par quart-temps : 22-23, 34-27, 23-27, 15-17, OT : 13-7 |                                                      |                                                      |                                                      | OT | Staples Center, Los Angeles, Californie Affluence : 18 997 Arbitres : - No. 27 Dick Bavetta - No. 10 Ron Garretson - No. 17 Joe Crawford | NBC |
| 6 juin 2001 | Allen Iverson 48 Dikembe Mutombo 16 Aaron McKie 9             | Points Rebonds Passes d.                             | Shaquille O'Neal 44 Shaquille O'Neal 20 3 joueurs 5  |                                                      | OT | Staples Center, Los Angeles, Californie Affluence : 18 997 Arbitres : - No. 27 Dick Bavetta - No. 10 Ron Garretson - No. 17 Joe Crawford | NBC |
| 6 juin 2001 | Philadelphie mène la série 1-0                                |                                                      |                                                      |                                                      | OT | Staples Center, Los Angeles, Californie Affluence : 18 997 Arbitres : - No. 27 Dick Bavetta - No. 10 Ron Garretson - No. 17 Joe Crawford | NBC |

### Match 2
| 8 juin 2001 |                                                    | 76ers de Philadelphie 89, Lakers de Los Angeles 98 | 76ers de Philadelphie 89, Lakers de Los Angeles 98    | 76ers de Philadelphie 89, Lakers de Los Angeles 98 |  | Staples Center, Los Angeles, Californie Affluence : 18 997 Arbitres : - No. 29 Steve Javie - No. 7 Bernie Fryer - No. 34 Ronnie Nunn | NBC |
| 8 juin 2001 | Score par quart-temps : 24-25, 23-24, 20-28, 22-21 |                                                    |                                                       |                                                    |  | Staples Center, Los Angeles, Californie Affluence : 18 997 Arbitres : - No. 29 Steve Javie - No. 7 Bernie Fryer - No. 34 Ronnie Nunn | NBC |
| 8 juin 2001 | Allen Iverson 23 Dikembe Mutombo 13 Aaron McKie 6  | Points Rebonds Passes d.                           | Kobe Bryant 31 Shaquille O'Neal 20 Shaquille O'Neal 9 |                                                    |  | Staples Center, Los Angeles, Californie Affluence : 18 997 Arbitres : - No. 29 Steve Javie - No. 7 Bernie Fryer - No. 34 Ronnie Nunn | NBC |
| 8 juin 2001 | Égalité dans la série 1-1                          |                                                    |                                                       |                                                    |  | Staples Center, Los Angeles, Californie Affluence : 18 997 Arbitres : - No. 29 Steve Javie - No. 7 Bernie Fryer - No. 34 Ronnie Nunn | NBC |

### Match 3
| 10 juin 2001 |                                                    | Lakers de Los Angeles 96, 76ers de Philadelphie 91 | Lakers de Los Angeles 96, 76ers de Philadelphie 91 | Lakers de Los Angeles 96, 76ers de Philadelphie 91 |  | First Union Center, Philadelphie, Pennsylvanie Affluence : 20 900 Arbitres : - No. 15 Bennett Salvatore - No. 26 Bob Delaney - No. 43 Dan Crawford | NBC |
| 10 juin 2001 | Score par quart-temps : 25-25, 30-20, 18-21, 23-25 |                                                    |                                                    |                                                    |  | First Union Center, Philadelphie, Pennsylvanie Affluence : 20 900 Arbitres : - No. 15 Bennett Salvatore - No. 26 Bob Delaney - No. 43 Dan Crawford | NBC |
| 10 juin 2001 | Kobe Bryant 32 Shaquille O'Neal 12 4 joueurs 3     | Points Rebonds Passes d.                           | Allen Iverson 35 Iverson, Mutombo 12 Aaron McKie 8 |                                                    |  | First Union Center, Philadelphie, Pennsylvanie Affluence : 20 900 Arbitres : - No. 15 Bennett Salvatore - No. 26 Bob Delaney - No. 43 Dan Crawford | NBC |
| 10 juin 2001 | Los Angeles mène la série 2-1                      |                                                    |                                                    |                                                    |  | First Union Center, Philadelphie, Pennsylvanie Affluence : 20 900 Arbitres : - No. 15 Bennett Salvatore - No. 26 Bob Delaney - No. 43 Dan Crawford | NBC |

### Match 4
| 13 juin 2001 |                                                       | Lakers de Los Angeles 100, 76ers de Philadelphie 86 | Lakers de Los Angeles 100, 76ers de Philadelphie 86 | Lakers de Los Angeles 100, 76ers de Philadelphie 86 |  | First Union Center, Philadelphie, Pennsylvanie Affluence : 20 900 Arbitres : - No. 25 Hugh Evans - No. 35 Jack Nies - No. 32 Eddie F. Rush | NBC |
| 13 juin 2001 | Score par quart-temps : 22-14, 29-23, 26-22, 23-27    |                                                     |                                                     |                                                     |  | First Union Center, Philadelphie, Pennsylvanie Affluence : 20 900 Arbitres : - No. 25 Hugh Evans - No. 35 Jack Nies - No. 32 Eddie F. Rush | NBC |
| 13 juin 2001 | Shaquille O'Neal 34 Shaquille O'Neal 14 Kobe Bryant 9 | Points Rebonds Passes d.                            | Allen Iverson 35 Dikembe Mutombo 9 Iverson, Snow 4  |                                                     |  | First Union Center, Philadelphie, Pennsylvanie Affluence : 20 900 Arbitres : - No. 25 Hugh Evans - No. 35 Jack Nies - No. 32 Eddie F. Rush | NBC |
| 13 juin 2001 | Los Angeles mène la série 3-1                         |                                                     |                                                     |                                                     |  | First Union Center, Philadelphie, Pennsylvanie Affluence : 20 900 Arbitres : - No. 25 Hugh Evans - No. 35 Jack Nies - No. 32 Eddie F. Rush | NBC |

### Match 5
| 15 juin 2001 |                                                     | Lakers de Los Angeles 108, 76ers de Philadelphie 96 | Lakers de Los Angeles 108, 76ers de Philadelphie 96 | Lakers de Los Angeles 108, 76ers de Philadelphie 96 |  | First Union Center, Philadelphie, Pennsylvanie Affluence : 20 900 Arbitres : - No. 27 Dick Bavetta - No. 7 Bernie Fryer - No. 17 Joe Crawford | NBC |
| 15 juin 2001 | Score par quart-temps : 24-27, 28-21, 31-20, 25-28  |                                                     |                                                     |                                                     |  | First Union Center, Philadelphie, Pennsylvanie Affluence : 20 900 Arbitres : - No. 27 Dick Bavetta - No. 7 Bernie Fryer - No. 17 Joe Crawford | NBC |
| 15 juin 2001 | Shaquille O'Neal 29 Shaquille O'Neal 13 2 joueurs 6 | Points Rebonds Passes d.                            | Allen Iverson 37 Tyrone Hill 13 Eric Snow 12        |                                                     |  | First Union Center, Philadelphie, Pennsylvanie Affluence : 20 900 Arbitres : - No. 27 Dick Bavetta - No. 7 Bernie Fryer - No. 17 Joe Crawford | NBC |
| 15 juin 2001 | Los Angeles remporte la série 4-1                   |                                                     |                                                     |                                                     |  | First Union Center, Philadelphie, Pennsylvanie Affluence : 20 900 Arbitres : - No. 27 Dick Bavetta - No. 7 Bernie Fryer - No. 17 Joe Crawford | NBC |

## Équipes

### Lakers de Los Angeles
| Effectif des Lakers de Los Angeles 2000-2001 |
| --- |
| 2 Derek Fisher • 3 Devean George • 4 Ron Harper • 5 Robert Horry • 7 Isaiah Rider • 8 Kobe Bryant • 10 Tyronn Lue • 12 Mike Penberthy • 14 Slava Medvedenko • 17 Rick Fox • 20 Brian Shaw • 34 Shaquille O'Neal (MVP Finales) • 35 Mark Madsen • 40 Greg Foster • 54 Horace Grant Entraîneur : Phil Jackson |

### 76ers de Philadelphie
| Effectif des 76ers de Philadelphie 2000-2001 |
| --- |
| 3 Allen Iverson • 4 Pepe Sánchez • 5 Kevin Ollie • 7 Roshown McLeod • 8 Aaron McKie • 9 George Lynch • 19 Raja Bell • 20 Eric Snow • 23 Rodney Buford • 33 Jumaine Jones • 40 Tyrone Hill • 50 Todd MacCulloch • 52 Matt Geiger • 55 Dikembe Mutombo Entraîneur : Larry Brown |

## Statistiques

### Lakers de Los Angeles
| Joueur           | MJ | MC | MPG  | FG%  | 3P%  | FT%   | RPG  | APG | SPG | BPG | PPG  |
| ---------------- | -- | -- | ---- | ---- | ---- | ----- | ---- | --- | --- | --- | ---- |
| Kobe Bryant      | 5  | 5  | 46.8 | .415 | .333 | .842  | 7.8  | 5.8 | 1.4 | 1.4 | 24.6 |
| Derek Fisher     | 5  | 5  | 31.6 | .436 | .526 | .833  | 1.2  | 2.0 | 1.6 | 0.2 | 9.8  |
| Rick Fox         | 5  | 5  | 32.8 | .441 | .467 | .923  | 4.6  | 3.8 | 1.2 | 0.4 | 9.8  |
| Horace Grant     | 5  | 5  | 24.6 | .294 | .000 | .750  | 5.6  | 0.6 | 0.4 | 1.4 | 5.2  |
| Ron Harper       | 3  | 0  | 8.3  | .625 | .333 | .667  | 1.7  | 1.0 | 0.3 | 0.3 | 4.3  |
| Robert Horry     | 5  | 0  | 25.4 | .560 | .615 | 1.000 | 5.0  | 1.2 | 0.8 | 1.4 | 8.4  |
| Tyronn Lue       | 5  | 0  | 14.6 | .583 | .667 | .000  | 0.8  | 1.4 | 1.4 | 0.2 | 3.6  |
| Mark Madsen      | 2  | 0  | 1.5  | .000 | .000 | .000  | 0.5  | 0.0 | 0.0 | 0.5 | 0.0  |
| Shaquille O'Neal | 5  | 5  | 45.0 | .573 | .000 | .513  | 15.8 | 4.8 | 0.4 | 3.4 | 33.0 |
| Brian Shaw       | 5  | 0  | 18.6 | .300 | .300 | .600  | 3.2  | 2.8 | 0.8 | 0.0 | 3.6  |

### 76ers de Philadelphie
| Joueur          | MJ | MC | MPG  | FG%  | 3P%  | FT%   | RPG  | APG | SPG | BPG | PPG  |
| --------------- | -- | -- | ---- | ---- | ---- | ----- | ---- | --- | --- | --- | ---- |
| Raja Bell       | 5  | 0  | 15.8 | .308 | .000 | .500  | 1.8  | 0.8 | 2.0 | 0.0 | 2.6  |
| Rodney Buford   | 3  | 0  | 4.3  | .167 | .000 | .000  | 2.0  | 0.0 | 0.0 | 0.0 | 0.7  |
| Matt Geiger     | 5  | 0  | 10.8 | .667 | .000 | 1.000 | 1.0  | 0.4 | 0.2 | 0.0 | 5.2  |
| Tyrone Hill     | 5  | 5  | 28.2 | .394 | .000 | .778  | 6.6  | 0.4 | 0.0 | 1.2 | 6.6  |
| Allen Iverson   | 5  | 5  | 47.4 | .407 | .282 | .729  | 5.6  | 3.8 | 1.8 | 0.2 | 35.6 |
| Jumaine Jones   | 5  | 4  | 12.4 | .400 | .500 | .000  | 2.0  | 0.2 | 0.2 | 0.4 | 2.0  |
| George Lynch    | 2  | 0  | 7.0  | .333 | .000 | .000  | 2.5  | 0.5 | 1.0 | 0.0 | 1.0  |
| Todd MacCulloch | 5  | 0  | 6.2  | .417 | .000 | .750  | 1.4  | 0.0 | 0.0 | 0.0 | 2.6  |
| Aaron McKie     | 5  | 5  | 41.4 | .313 | .444 | .667  | 5.4  | 6.0 | 1.2 | 0.6 | 8.0  |
| Dikembe Mutombo | 5  | 5  | 41.6 | .600 | .000 | .692  | 12.2 | 0.4 | 0.4 | 2.2 | 16.8 |
| Kevin Ollie     | 5  | 0  | 3.0  | .333 | .000 | 1.000 | 0.2  | 0.2 | 0.0 | 0.0 | 1.0  |
| Eric Snow       | 5  | 1  | 32.8 | .407 | .000 | .731  | 4.4  | 6.0 | 1.6 | 0.2 | 12.6 |